# Museu de Veículos de Defesa Arsenalen
O Museu de Veículos de Defesa Arsenalen (em sueco:  Försvarsfordonsmuseet Arsenalen) é um museu especializado em veículos blindados de combate inaugurado em 17 de junho de 2011. Está localizado a cerca de 6km de Strängnäs, em Södermanland, na Suécia. Existem 75 veículos no museu e o museu é dono de 375 veículos. O Museu é operado por uma fundação privada sem fins lucrativos.

## Exposições
O Salão de Veículos é o prédio principal que contém veículos, simulador, Museu de Estátuas e exposições temporárias.

## Galeria

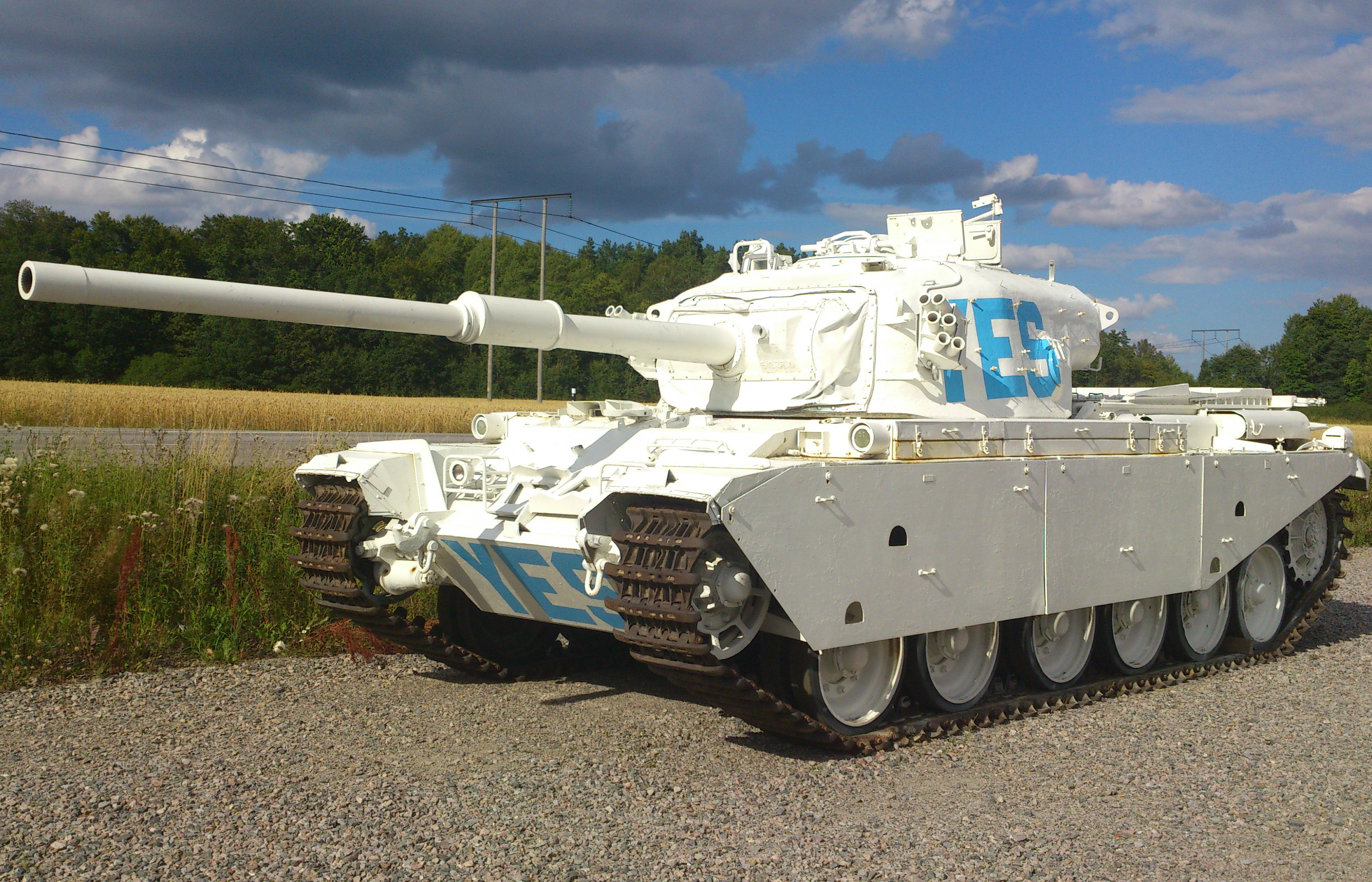
O Stridsvagn 81 foi exibido como porteiro ao longo da estrada fora do museu.
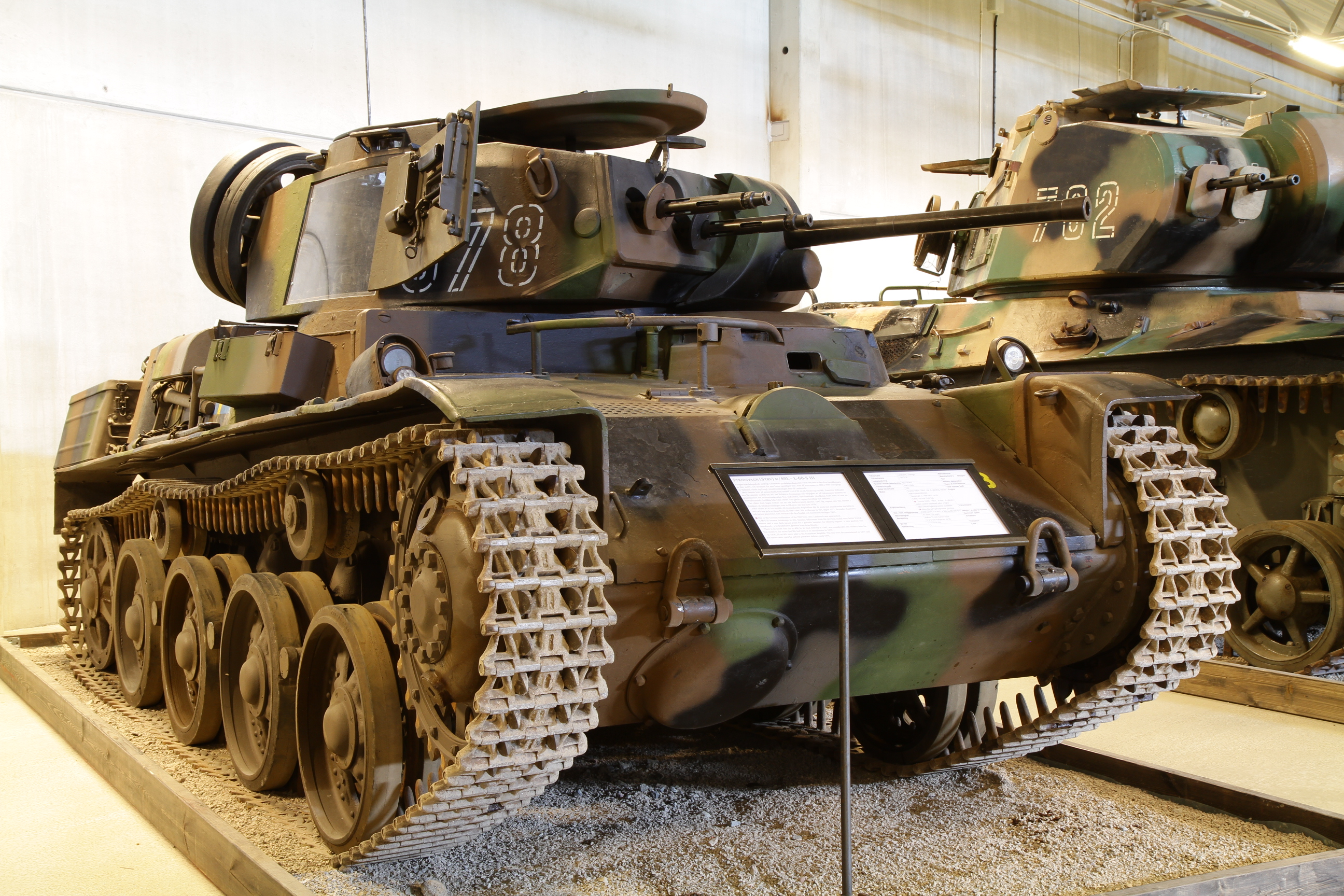
Tanque leve Stridsvagn m/40 em exibição.
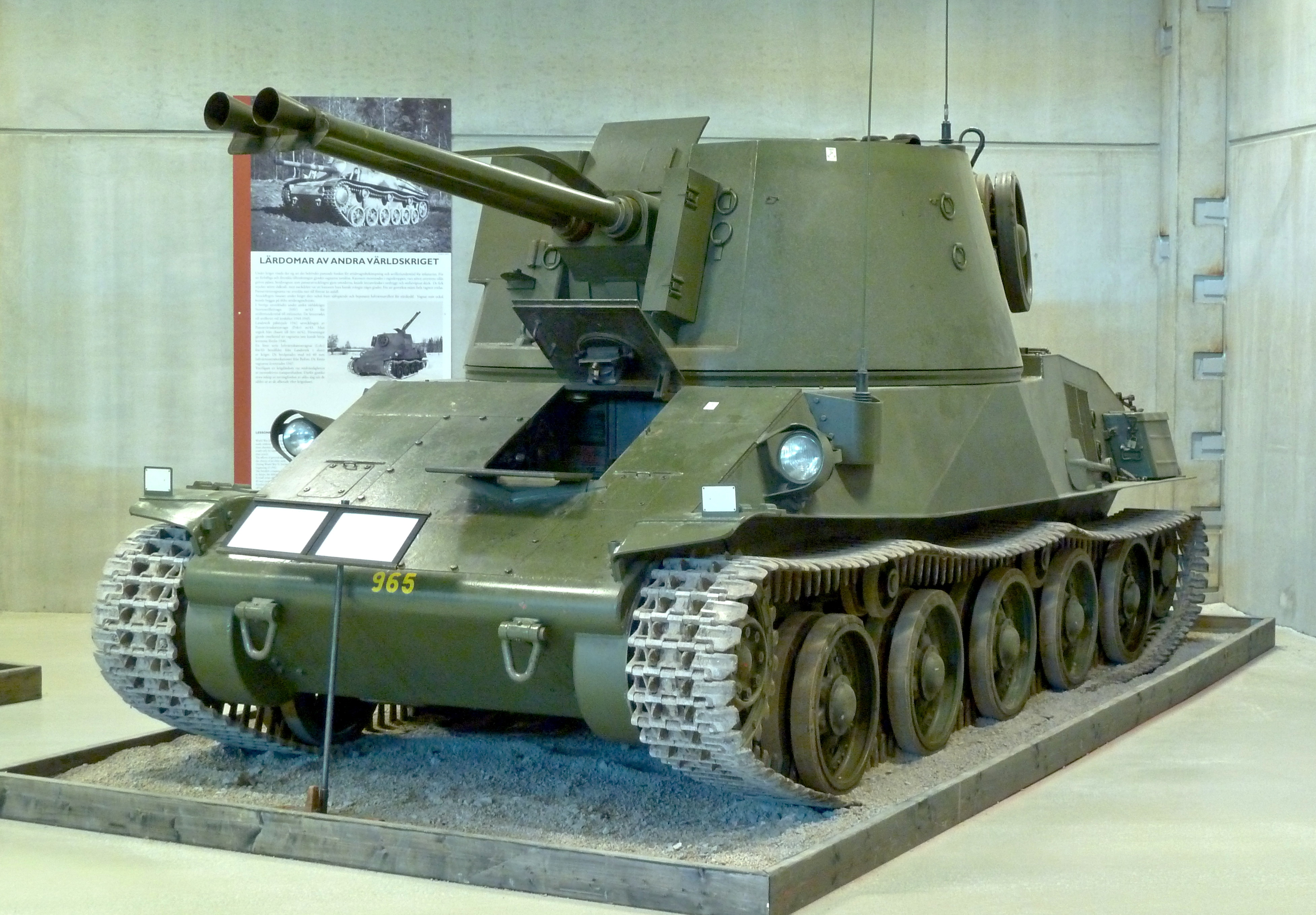
Tanque anti-aéreo Luftvärnskanonvagn fm/43.
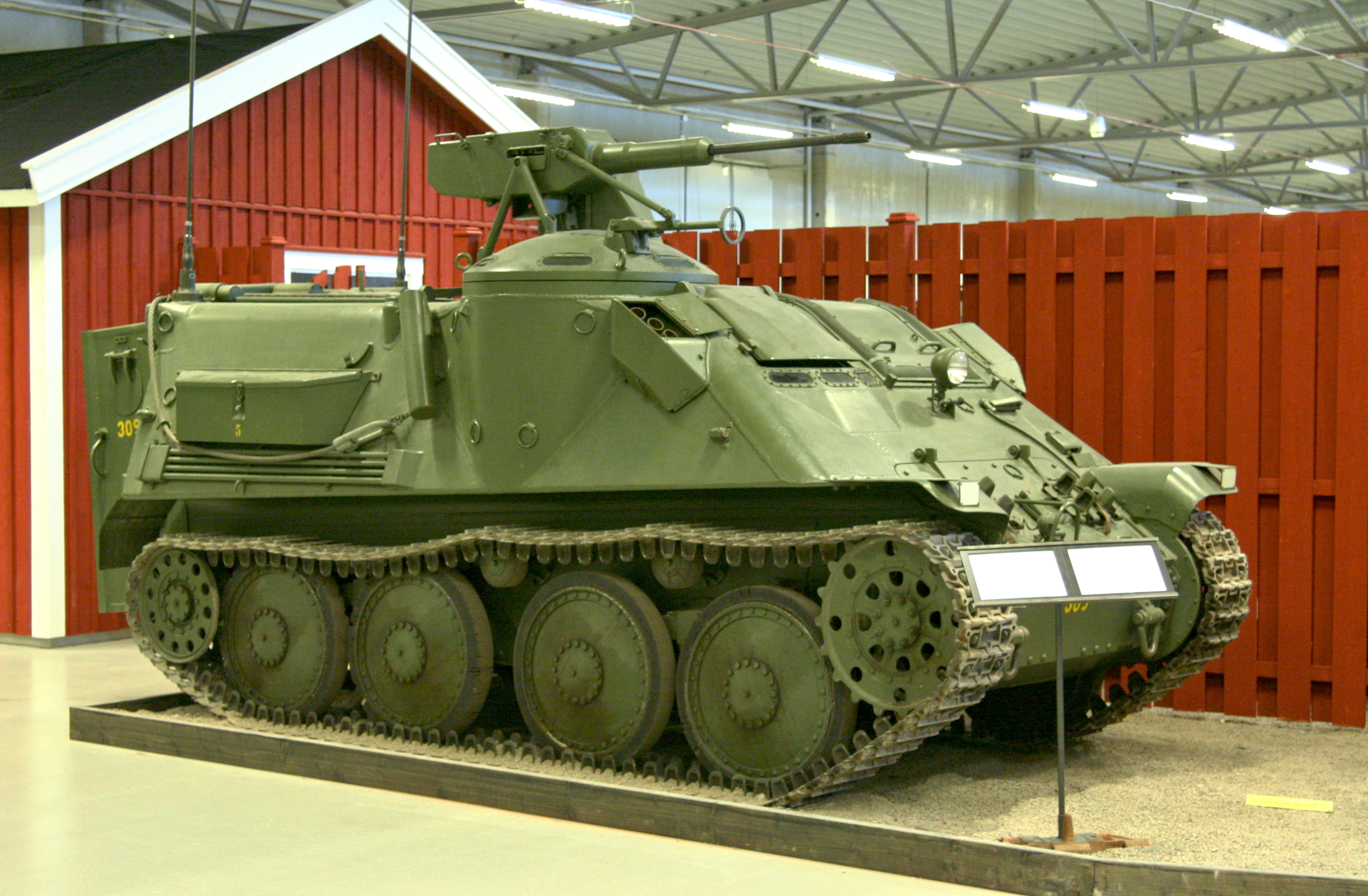
Blindado Pansarbandvagn 301.

## Veículos

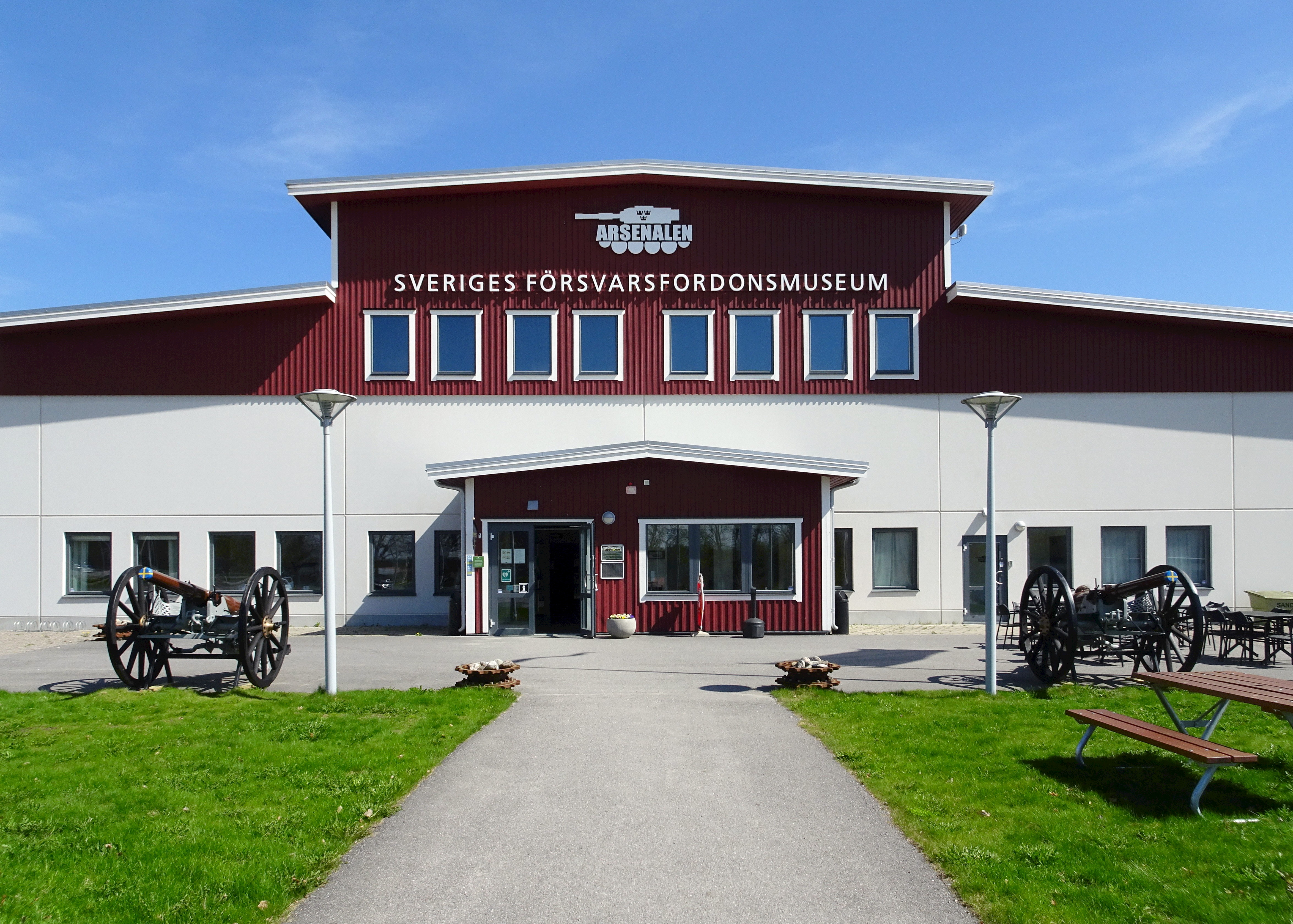
Entrada principal do Salão de Veículos

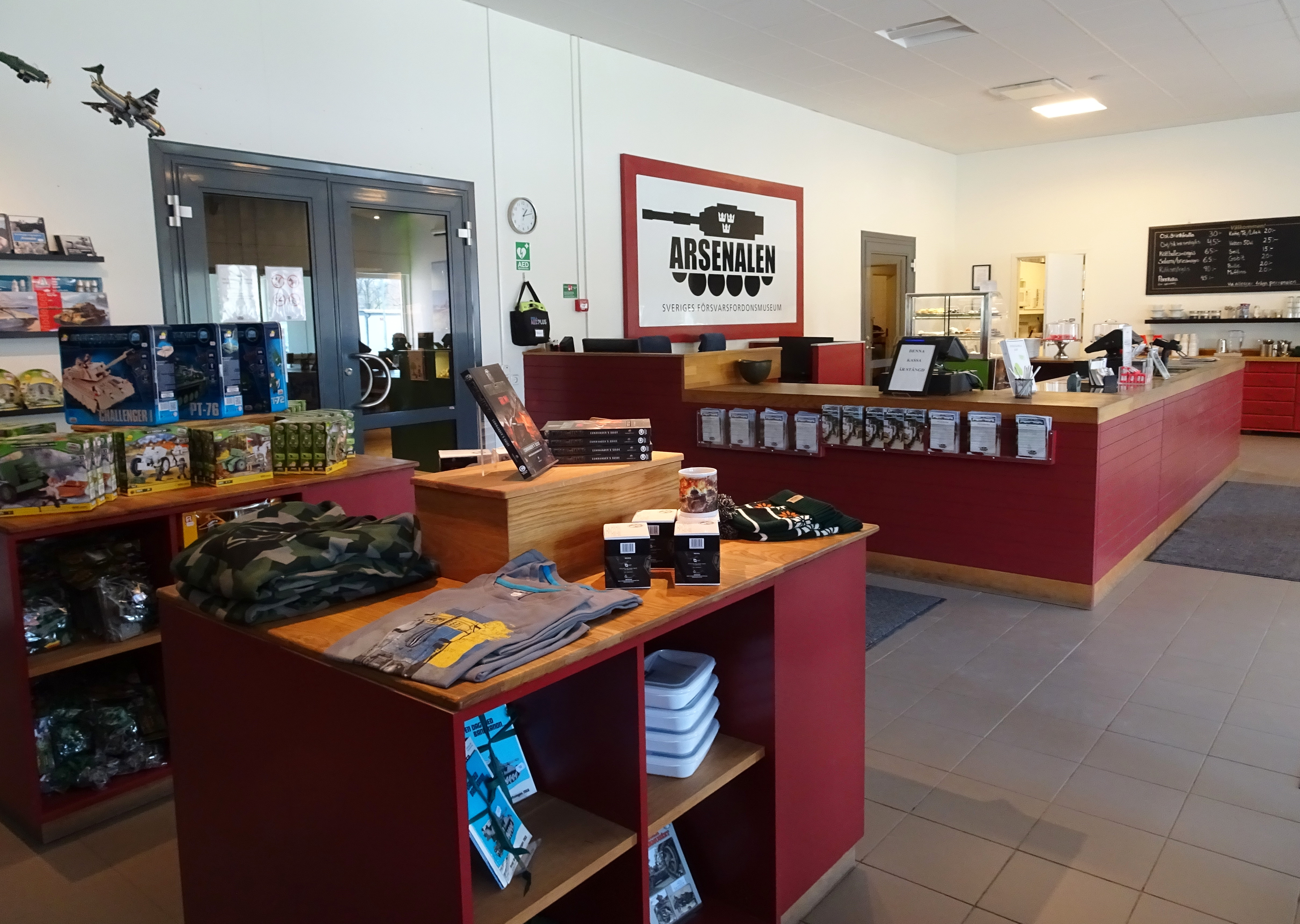
Hall de entrada mostrando a caixa registadora e a loja.

Os veículos do museu incluem:
- Stridsvagn m/21-29
- RenaultNC-31
- T-37A
- Panzer I
- Stridsvagn fm/31
- Stridsvagn m/31
- Stridsvagn m/37
- Stridsvagn m/38
- Stridsvagn m/40L
- Stridsvagn m/41
- Stridsvagn m/42
- T-34
- Sherman Vc Vaga-lume
- Centurião
- T-55
- Stridsvagn 74
- Stridsvagn 103
- T-72M1
- Infanterikanonvagn 91
- Stridsvagn 104
- Leopardo 2K
- Stormartillerivagn m/43
- Infanterikanonvagn 103
- Bandkanon 1
- StuG III
- Marder II
- Jagdpanzer 38(t) "Hetzer"
- Pansarvärnskanonvagn m/43
- Pansarbil fm/29
- Pansarbil m/31
- Pansarbil m/39
- Galgo M8
- Terrängbil m/42 (KP-bil)
- Carro blindado furão
- Humvee
- Luftvärnskanonvagn fm/43
- Luftvärnsrobotbandvagn 701
- Transportadora universal
- M113
- Pansarbandvagn 301
- Pansarbandvagn 302
- Bandavagn 208
- Ford Modelo T
- Kübelwagen
- Willys MB
- Volvo TPV
- Volvo TP21
- Trabante
- Alvis Stalwart
- Pansarvärnspjästerrängbil 9031